# 礒部稲村神社
磯部稲村神社（いそべいなむらじんじゃ）は、茨城県桜川市にある天照皇大神などを祭神とする神社。旧名は磯部稲村宮。常陸国新治郡の式内小社。旧社格は郷社。
神社の参道を中心に境内地の一部及び隣接する磯部桜川公園の一部は、「桜川」として国の名勝（1924年指定）、「桜川のサクラ」として国の天然記念物（1974年指定）になっている。

## 歴史
景行天皇40年（111年）10月、日本武尊が伊勢神宮の荒祭宮である礒宮を移祀したと伝えられる。
嘉祥2年（849年）には洪水または干ばつの際に岩瀬町山口集落の鏡ヶ池で祈雨祭を執行した。天慶2年（939年）には平貞盛が平将門の追討を祈願した。平安時代以降は、香取神宮（千葉県香取市）の神官だった大中臣氏が神領・神域を治めた。
永享元年（1429年）には鎌倉公方の足利持氏から神領として25貫文（230石相当）を寄進され、永享10年（1438年）には、磯部稲村神社の神主・磯部祐行が、持氏に花見噺『櫻児物語』一巻を献上した。 その物語を目にした第6代将軍の足利義教が、世阿弥元清に謡曲「桜川」を作らせた。天正13年（1585年）には関東兵乱で結城氏に神領を没収されたが、江戸時代初期には井上氏に保護され、後水尾天皇からも礒部大明神の勅額（現存）を授与された。元禄9年（1696年）には武蔵国赤沼藩藩主の内藤正友から社領として15石2斗5升2合を寄進される。

## 社名
磯部稲村神社は、古来より磯部宮・磯部稲村宮・桜川明神・磯部大明神・稲村神社・桜川磯部稲村神社の称号がある。常陸西大社稲田姫神社関係文書（常陸国分寺極楽寺蔵）には新治郡礒部稲村宮として常陸28社（延喜式内社）の一に載せられている。

## 祭神
主祭神
- 天照皇大神（アマテラススメオオカミ）
- 栲幡千々姫命（タクハタチチヒメノミコト）
- 瀬織津姫命（セオリツヒメノミコト）
- 木花佐久耶姫命（コノハナサクヤヒメノミコト）
- 天太王命（アメノフトタマノミコト）
- 玉依姫命（タマヨリヒメノミコト）
- 天手力雄命（タジカラオノミコト）
- 玉柱屋姫命（タマハシラヤヒメノミコト）
- 天宇受売命（アメノウズメノミコト）
- 倭姫命（ヤマトヒメノミコト）
- 天児屋根命（アメノコヤネノミコト）
- 日本武尊（ヤマトタケルノミコト）

## 祭事
| 日付        | 祭事名                 |
| ----------- | ---------------------- |
| 1月1日      | 歳旦祭                 |
| 2月節分の日 | 節分祭                 |
| 2月初午の日 | 初午祭                 |
| 2月11日     | 建国記念祭             |
| 4月第2土曜  | 稚児成長祈願祭         |
| 4月15日     | 鎮花祭（祈年祭）       |
| 6月30日     | 夏越の大祓             |
| 7月24日前   | 祇園祭                 |
| 11月23日    | 献穀祭（献納米品評祭） |
| 12月31日    | 年越し大祓             |

## 交通アクセス
- JR東日本水戸線 羽黒駅（徒歩16分）